# 霞浦県
霞浦県（かほ-けん）は中華人民共和国福建省に位置する省直轄の県であり、しばらくの間、寧徳市の代理管轄下に置かれている。1700年以上の歴史を持つ。旧福寧州と福寧府の中心地。

## 行政区画
下部に2街道、6鎮、3郷、3民族郷を管轄する
- 街道
  - 松城街道、松港街道、松山街道
- 鎮
  - 長春鎮、牙城鎮、渓南鎮、沙江鎮、下滸鎮、三沙鎮
- 郷
  - 柏洋郷、北壁郷、海島郷
- 民族郷
  - 塩田シェ族郷、水門シェ族郷、崇儒シェ族郷

## 交通

### 鉄道

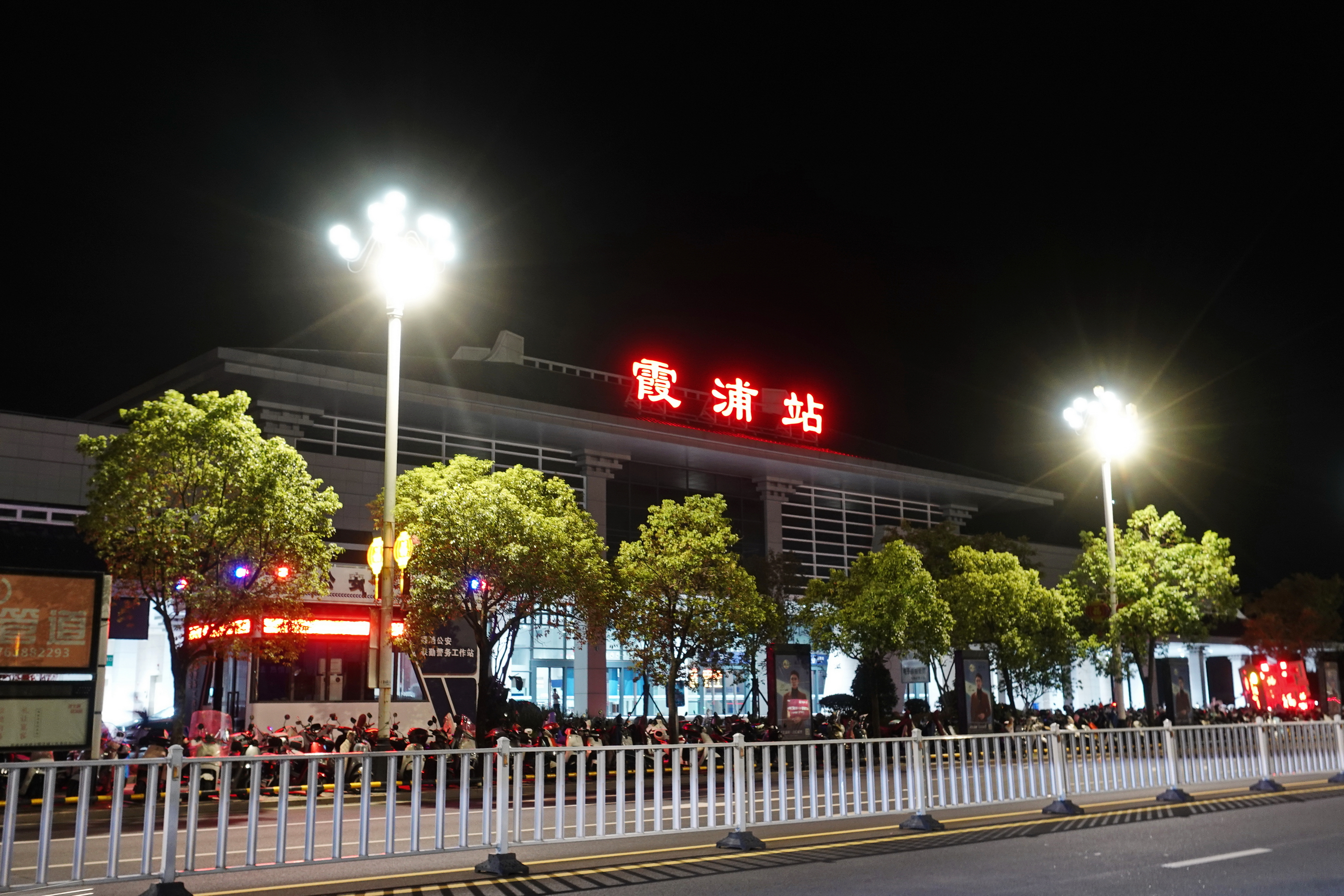
霞浦駅

- 中国国家鉄路集団
  - 温福線
    - 霞浦駅

### バス
- 福寧長途汽車站（福寧長距離バスターミナル）

### 道路
- 高速道路
  -  瀋海高速道路
- 国道
  - G228国道
  - G353国道（中国語版）

## 観光

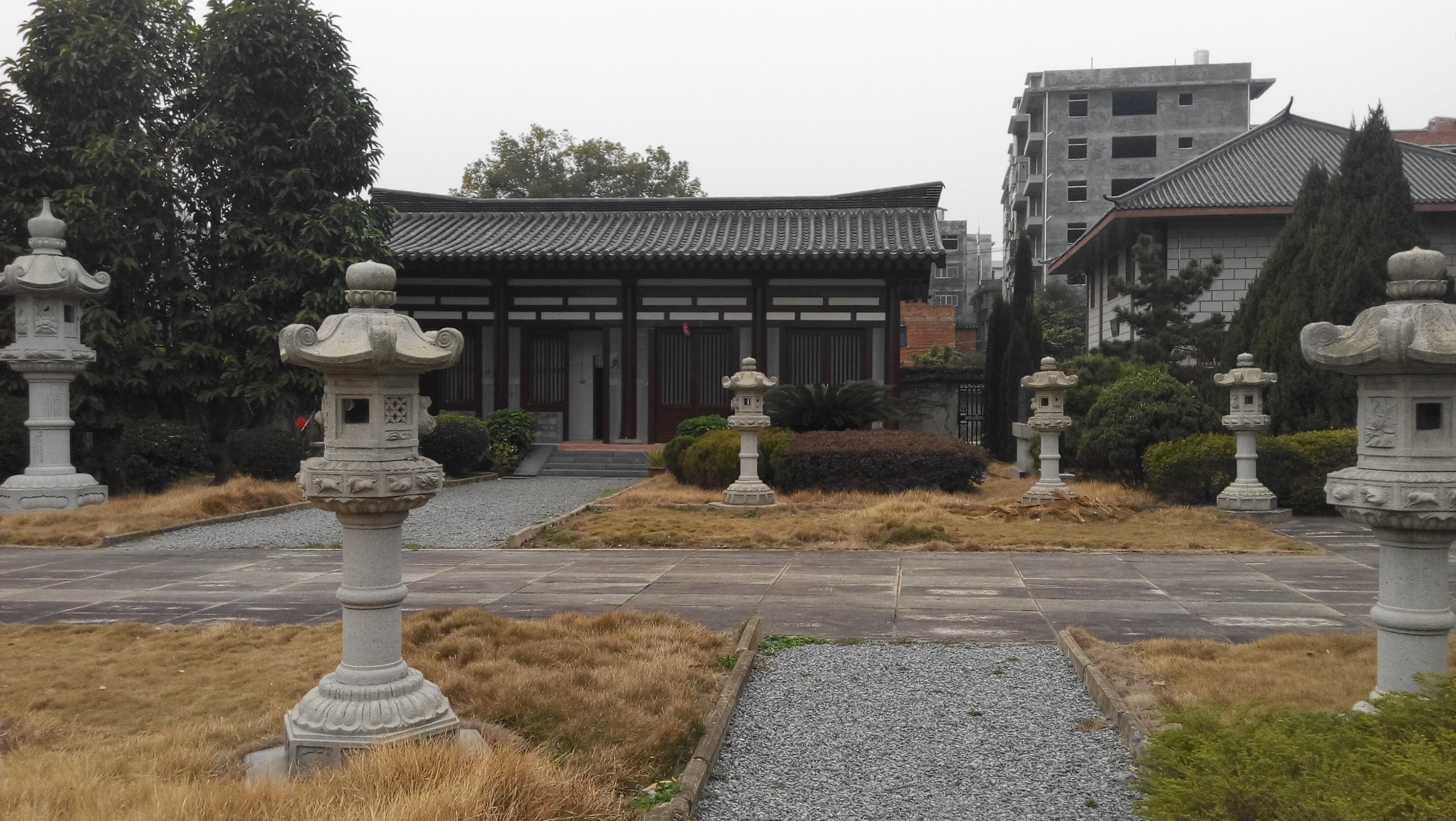
空海大師記念堂の社務所

- 空海大師記念堂（中国語版）
- 大京城堡（中国語版）
- 楊家渓風景区（中国語版）

## 軍事施設
- 水門飛行場：2013年に運用を開始した水門空軍基地があり、同基地は尖閣諸島に最も近い中国の空軍基地である。

## 関連項目

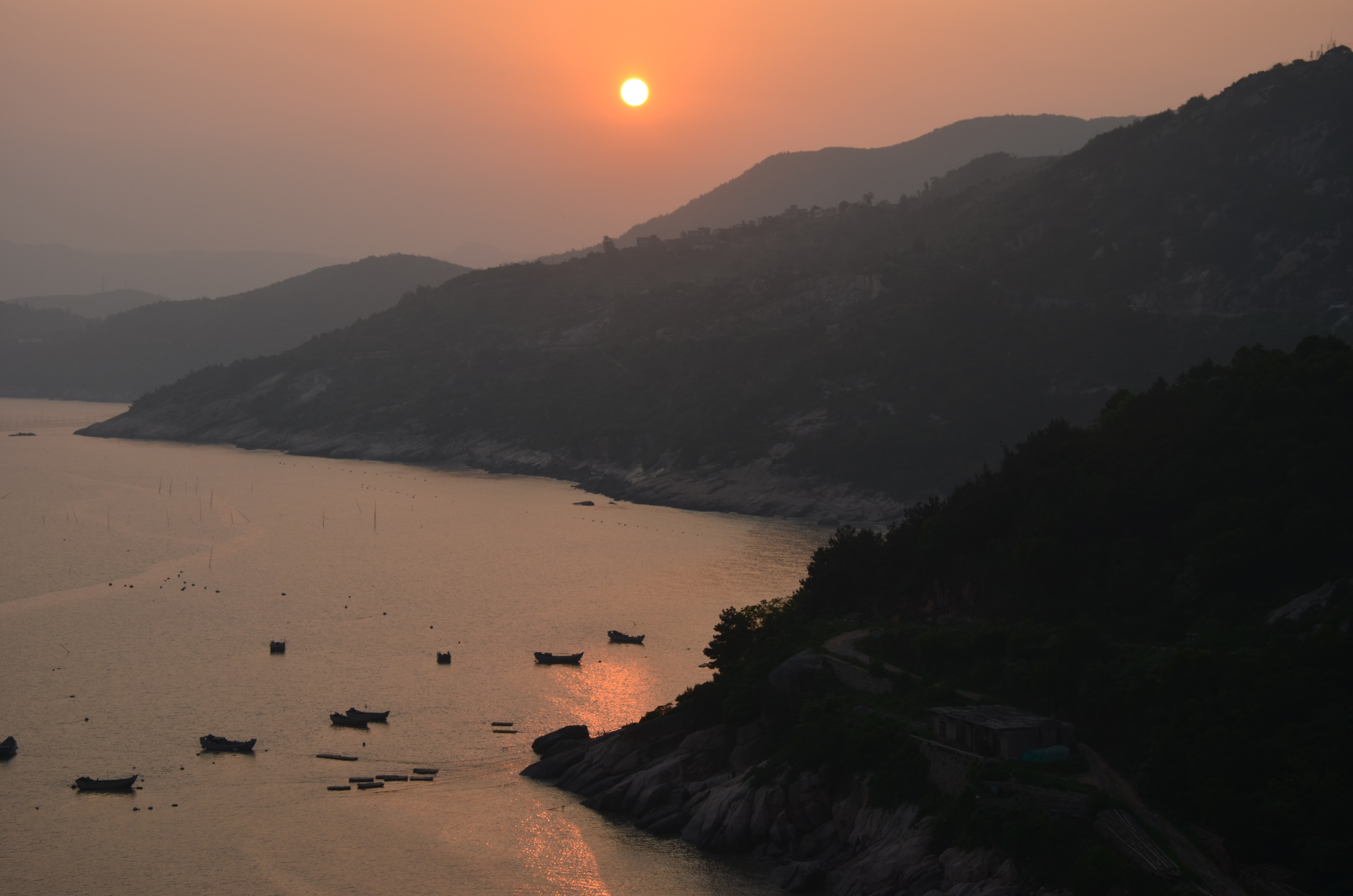
霞浦海岸の夕景